# Humabon
Humabon est le roi de l’île de Cebu. Vers 1521, Fernand de Magellan y fait escale. Il y fait dire la deuxième des messes célébrées aux Philippines. Humabon fut le premier roi des Philippines à se convertir au catholicisme. Sa femme, la reine, est également baptisée. Magellan est tué lors de la bataille de Mactan le 27 avril 1521. Le 1er mai, Humabon convie les survivants à un banquet, auxquels seulement certains acceptent de se rendre, les autres restant méfiants. C'est un piège et une partie des noceurs est massacrée, tandis que d'autres sont vendus comme esclaves. Le viol de femmes indigènes par les Espagnols fait partie des hypothèses possibles expliquant cette vengeance. Une autre hypothèse évoque le refus par le nouveau capitaine de l'expédition d'affranchir Enrique, l'interprète de Magellan, à qui ce dernier avait promis la liberté. Enrique aurait alors comploté avec Humabon pour se venger.